# Lasioglossum tamburinei
Lasioglossum tamburinei là một loài Hymenoptera trong họ Halictidae. Loài này được Friese mô tả khoa học năm 1917.

## Hình ảnh

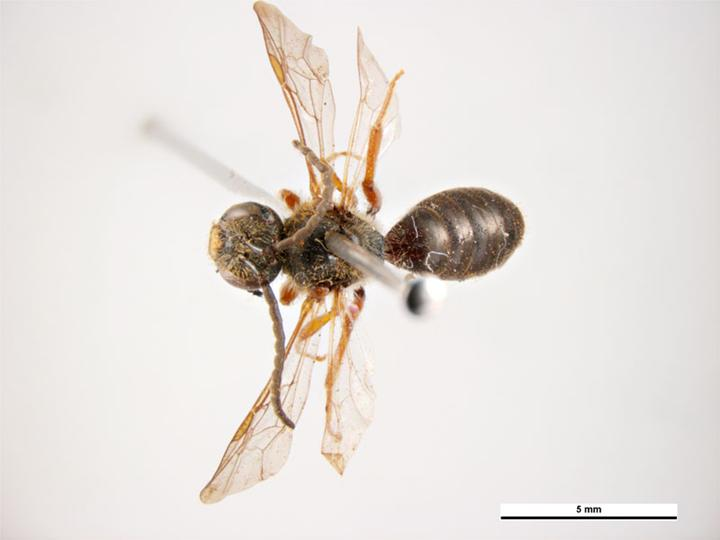